# Championnat du monde de League of Legends 2023
Navigation
USA/Mexique 2022 Allemagne/France/Royaume-Uni 2024
Le championnat du monde de League of Legends 2023 est la treizième édition du championnat du monde de League of Legends, tournoi annuel organisé par Riot Games, le développeur du jeu vidéo. La compétition se déroule du 10 octobre au 19 novembre 2023 en Corée du Sud. Le format de la compétition évolue cette année, proposant une ronde suisse pour remplacer les phases de poules,. Ce tournoi est l'un des plus gros événements E-sport ayant eu lieu avec un pic de viewers estimé à plus de 6 millions de viewers en simultané. Les joueurs de T1 domineront les matchs et gagneront la grande finale à la suite d'un match en 3-0 face à des Weibo Gaming que peu de gens attendaient aussi loin.

## Villes et salles
| Corée du Sud | Corée du Sud     | Corée du Sud                      | Corée du Sud      |
| Séoul | Séoul            | Busan                             | Séoul             |
| --- | ---------------- | --------------------------------- | ----------------- |
| Barrages | Ronde suisse     | Quarts-de-finales et demi-finales | Finale            |
| LoL Park - LCK Arena | KBS Hall         | Sajik Arena                       | Gocheok Sky Dome  |
| Capacité : 450 | Capacité : 1 824 | Capacité : 14 099                 | Capacité : 16 744 |
| [[Fichier:South Korea adm location map.svg\|400px\|{{#if:\|{{{alt}}}\|Championnat du monde de League of Legends 2023 est dans la page Corée du Sud.]]SéoulBusan |                  |                                   |                   |

## Équipes qualifiées
| Région                                 | Championnat                     | Critère de qualification                   | Équipe                          | Abréviation                     |                                 |
| Qualifiées pour la ronde suisse        | Qualifiées pour la ronde suisse | Qualifiées pour la ronde suisse            | Qualifiées pour la ronde suisse | Qualifiées pour la ronde suisse | Qualifiées pour la ronde suisse |
| -------------------------------------- | ------------------------------- | ------------------------------------------ | ------------------------------- | ------------------------------- | ------------------------------- |
| Corée du Sud                           | LCK                             | Champion du segment estival                | Gen.G                           | GEN                             |                                 |
| Corée du Sud                           | LCK                             | Plus grand nombre de points de championnat | T1                              | T1                              |                                 |
| Corée du Sud                           | LCK                             | Vainqueur de la finale régionale           | KT Rolster                      | KT                              |                                 |
| Corée du Sud                           | LCK                             | Finaliste de la finale régionale           | Dplus KIA                       | DK                              |                                 |
| Chine                                  | LPL                             | Champion du segment estival                | JD Gaming                       | JDG                             |                                 |
| Chine                                  | LPL                             | Plus grand nombre de points de championnat | Bilibili Gaming                 | BLG                             |                                 |
| Chine                                  | LPL                             | Vainqueur de la finale régionale           | LNG Esports                     | LNG                             |                                 |
| Chine                                  | LPL                             | Finaliste de la finale régionale           | Weibo Gaming                    | WBG                             |                                 |
| Europe                                 | LEC                             | Champion de LEC                            | G2 Esports                      | G2                              |                                 |
| Europe                                 | LEC                             | Finaliste de LEC                           | Fnatic                          | FNC                             |                                 |
| Europe                                 | LEC                             | 3e de LEC                                  | MAD Lions                       | MAD                             |                                 |
| Amérique du Nord                       | LCS                             | Champion de LCS                            | NRG Esports                     | NRG                             |                                 |
| Amérique du Nord                       | LCS                             | Finaliste de LCS                           | Cloud9                          | C9                              |                                 |
| Amérique du Nord                       | LCS                             | 3e de LCS                                  | Team Liquid                     | TL                              |                                 |
| Qualifiés des play-in                  | Play-in                         | Vainqueur des finales du play-in           | GAM Esports                     | GAM                             |                                 |
| Qualifiés des play-in                  | Play-in                         | Vainqueurs des finales du play-in          | Team BDS                        | BDS                             |                                 |
| Qualifiés pour les groupes des play-in |                                 |                                            |                                 |                                 |                                 |
| TW/HK/MO/SEA/OCE                       | PCS                             | Champion du Summer Split                   | PSG Talon                       | PSG                             |                                 |
| TW/HK/MO/SEA/OCE                       | PCS                             | Finaliste du Summer Split                  | CTBC Flying Oysters             | CFO                             |                                 |
| Vietnam                                | VCS                             | Champion du Summer Split                   | GAM Esports                     | GAM                             |                                 |
| Vietnam                                | VCS                             | Finaliste du Summer Split                  | Team Whales                     | TW                              |                                 |
| Brésil                                 | CBLOL                           | Champion du Summer Split                   | LOUD                            | LLL                             |                                 |
| Japon                                  | LJL                             | Champion du Summer Split                   | DetonatioN FocusMe              | DFM                             |                                 |
| Amérique latine                        | LLA                             | Champion de LLA                            | Movistar R7                     | R7                              |                                 |
| Worlds Qualifying Series               | LCS / LEC                       | Vainqueur du Bo5 qualificatif              | Team BDS                        | BDS                             |                                 |

## Worlds Qualifying Series
Pour la première fois de l'histoire des Worlds, un match est organisé pour désigner la dernière équipe qui participe aux    play-in. Ce que match voit s'affronter les quatrièmes des régions LEC, Team BDS et LCS, Golden Guardians dans un match en trois manches gagnantes. Team BDS l'emporte 3-0 et se qualifie ainsi pour les play-in.

## Play-in

### Phase de poules
Huit équipes sont réparties, à la suite d'un tirage au sort, dans deux arbres à double élimination de quatre équipes chacun. Les équipes d'une même région (PCS et VCS) ne peuvent pas se rencontrer lors de cette première phase des play-in. Tous les matchs sont joués en deux manches gagnantes (best of three). Les deux meilleures équipes de chaque groupe se qualifient pour la phase suivante des play-in.

#### Groupe A
| # | Equipe      |   | V | D |
| - | ----------- | - | - | - |
| 1 | PSG Talon   | 2 | 0 |   |
| 2 | GAM Esports | 2 | 1 |   |
| 3 | LOUD        | 1 | 2 |   |
| 4 | Movistar R7 | 0 | 2 |   |

|  | Demi-finales | Demi-finales |           |   | Finale     | Finale     |
|  | Demi-finales | Demi-finales |           |   | Finale     | Finale     |
|  |              |              |           |   |            |            |
|  | 10 octobre   | 10 octobre   |           |   | 12 octobre | 12 octobre |
|  | 10 octobre   | 10 octobre   |           |   | 12 octobre | 12 octobre |
|  | PSG Talon    | 2            |           |   | 12 octobre | 12 octobre |
|  | PSG Talon    | 2            |           |   | 12 octobre | 12 octobre |
|  | Movistar R7  | 0            |           |   | 12 octobre | 12 octobre |
|  | Movistar R7  | 0            | PSG Talon | 2 |            |            |
|  | 10 octobre   |              | PSG Talon | 2 |            |            |
|  |              | LOUD         | 0         |   |            |            |
|  | GAM Esports  | LOUD         | 0         | 0 |            |            |
|  | GAM Esports  |              |           | 0 |            |            |
|  | LOUD         | 2            |           |   |            |            |
|  | LOUD         | 2            |           |   |            |            |

|  | Demi-finale | Demi-finale | Demi-finale |  |  | Finale | Finale      | Finale |
|  |             |             |             |  |  |        |             |        |
|  |             |             |             |  |  | B2     | LOUD        | 0      |
|  | A2          | Movistar R7 | 0           |  |  | A3     | GAM Esports | 2      |
|  | A3          | GAM Esports | 2           |  |  |        |             |        |

PSG Talon et GAM Esports sont les 2 équipes qualifiés du Groupe A des phases de Poules.

#### Groupe B
| # | Equipe              |   | V | D |
| - | ------------------- | - | - | - |
| 1 | Team Whales         | 2 | 0 |   |
| 2 | Team BDS            | 2 | 1 |   |
| 3 | CTBC Flying Oysters | 1 | 2 |   |
| 4 | DetonatioN FocusMe  | 0 | 2 |   |

|  | Demi-finales        | Demi-finales |                     |   | Finale     | Finale     |
|  | Demi-finales        | Demi-finales |                     |   | Finale     | Finale     |
|  |                     |              |                     |   |            |            |
|  | 10 octobre          | 10 octobre   |                     |   | 12 octobre | 12 octobre |
|  | 10 octobre          | 10 octobre   |                     |   | 12 octobre | 12 octobre |
|  | CTBC Flying Oysters | 2            |                     |   | 12 octobre | 12 octobre |
|  | CTBC Flying Oysters | 2            |                     |   | 12 octobre | 12 octobre |
|  | DetonatioN FocusMe  | 0            |                     |   | 12 octobre | 12 octobre |
|  | DetonatioN FocusMe  | 0            | CTBC Flying Oysters | 1 |            |            |
|  | 10 octobre          |              | CTBC Flying Oysters | 1 |            |            |
|  |                     | Team Whales  | 2                   |   |            |            |
|  | Team BDS            | Team Whales  | 2                   | 1 |            |            |
|  | Team BDS            |              |                     | 1 |            |            |
|  | Team Whales         | 2            |                     |   |            |            |
|  | Team Whales         | 2            |                     |   |            |            |

|  | Demi-finale | Demi-finale        | Demi-finale |  |  | Finale | Finale              | Finale |
|  |             |                    |             |  |  |        |                     |        |
|  |             |                    |             |  |  | B2     | CTBC Flying Oysters | 0      |
|  | A2          | DetonatioN FocusMe | 0           |  |  | A3     | Team BDS            | 2      |
|  | A3          | Team BDS           | 2           |  |  |        |                     |        |

Team Whales et Team BDS sont les 2 équipes qualifiés du Groupe B des phases de Poules.

### Phase de qualification
Lors de cette phase, le premier du groupe A affronte le deuxième du groupe B et le premier du groupe B affronte le deuxième du groupe A. Chacune des deux confrontations se joue en trois manches gagnantes (best of five). Le vainqueur de chaque match est qualifié pour la phase suivante : les rounds suisses. Le perdant est définitivement éliminé de la compétition.

#### Branche A1-B2
|  | Finale |           |   |
|  |        |           |   |
|  | A1     | PSG Talon | 2 |
|  | B2     | Team BDS  | 3 |

#### Branche B1-A2
|  | Finale |             |   |
|  |        |             |   |
|  | B1     | Team Whales | 1 |
|  | A2     | GAM Esports | 3 |

## Rondes Suisses

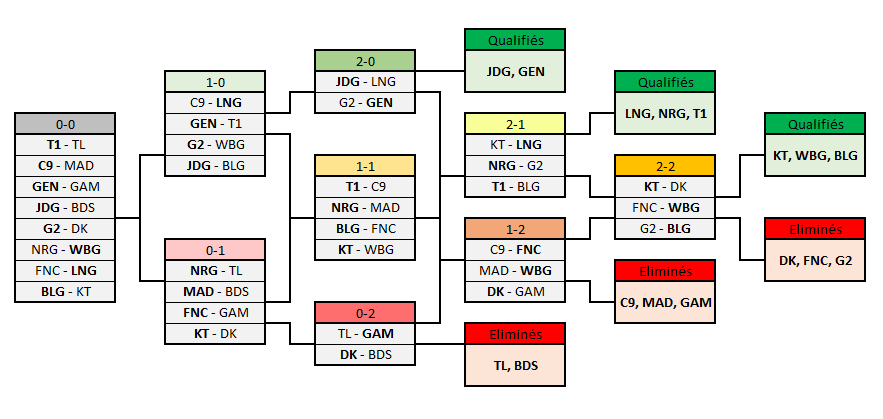
Tableau complet de la phase de système suisse de ces championnats du monde.

Les rondes suisses (Swiss rounds en anglais) opposent les équipes qualifiées dans des rencontres d'un seul match, jusqu'à ce que chaque équipe atteigne 3 victoires (qualification pour la phase finale) ou 3 défaites (élimination). Chaque rencontre oppose des équipes qui ont autant de victoires que de défaites et les affrontements sont déterminés par tirage au sort (le tirage pour le groupe 0-0 a lieu à la fin des Play-in et avec des règles supplémentaires : les équipes issues du Play-in doivent affronter un Seed 1 de région majeure (LCK, LPL, LEC, LCS), et deux équipes d'une même région ne peuvent pas être opposées). Lorsqu'une équipe atteint 2 victoires (ou défaites), elle joue alors des rencontres en deux manches gagnantes (mais seul le résultat global de la rencontre compte pour la suite, par exemple une équipe en 2-0 qui perd sa rencontre sur le score de 1-2 passera dans le groupe 2-1 et pas 3-2).

## Phase finale
La phase finale se dispute entre les 8 meilleures équipes des rounds suisses, la première équipe à remporter 3 victoires passe au tour suivant.
|  | Quarts de finale  | Quarts de finale   |                 |   | Demi-finales       | Demi-finales       |  |  | Finale             | Finale             |
|  | Quarts de finale  | Quarts de finale   |                 |   | Demi-finales       | Demi-finales       |  |  | Finale             | Finale             |
|  |                   |                    |                 |   |                    |                    |  |  |                    |                    |
|  | 3 novembre, Busan | 3 novembre, Busan  |                 |   | 11 novembre, Busan | 11 novembre, Busan |  |  | 19 novembre, Séoul | 19 novembre, Séoul |
|  | 3 novembre, Busan | 3 novembre, Busan  |                 |   | 11 novembre, Busan | 11 novembre, Busan |  |  | 19 novembre, Séoul | 19 novembre, Séoul |
|  | Gen.G             | 2                  |                 |   | 11 novembre, Busan | 11 novembre, Busan |  |  | 19 novembre, Séoul | 19 novembre, Séoul |
|  | Gen.G             | 2                  |                 |   | 11 novembre, Busan | 11 novembre, Busan |  |  | 19 novembre, Séoul | 19 novembre, Séoul |
|  | Bilibili Gaming   | 3                  |                 |   | 11 novembre, Busan | 11 novembre, Busan |  |  | 19 novembre, Séoul | 19 novembre, Séoul |
|  | Bilibili Gaming   | 3                  | Bilibili Gaming | 2 |                    |                    |  |  | 19 novembre, Séoul | 19 novembre, Séoul |
|  | 2 novembre, Busan |                    | Bilibili Gaming | 2 |                    |                    |  |  | 19 novembre, Séoul | 19 novembre, Séoul |
|  |                   | Weibo Gaming       | 3               |   |                    |                    |  |  | 19 novembre, Séoul | 19 novembre, Séoul |
|  | NRG Esports       | Weibo Gaming       | 3               | 0 |                    |                    |  |  | 19 novembre, Séoul | 19 novembre, Séoul |
|  | NRG Esports       |                    |                 | 0 |                    |                    |  |  | 19 novembre, Séoul | 19 novembre, Séoul |
|  | Weibo Gaming      | 3                  |                 |   |                    |                    |  |  | 19 novembre, Séoul | 19 novembre, Séoul |
|  | Weibo Gaming      | 3                  | Weibo Gaming    | 0 |                    |                    |  |  |                    |                    |
|  | 4 novembre, Busan |                    | Weibo Gaming    | 0 |                    |                    |  |  |                    |                    |
|  |                   | T1                 | 3               |   |                    |                    |  |  |                    |                    |
|  | JD Gaming         | T1                 | 3               | 3 |                    |                    |  |  |                    |                    |
|  | JD Gaming         | 12 novembre, Busan |                 | 3 |                    |                    |  |  |                    |                    |
|  | KT Rolster        | 1                  |                 |   |                    |                    |  |  |                    |                    |
|  | KT Rolster        | 1                  | JD Gaming       | 1 |                    |                    |  |  |                    |                    |
|  | 5 novembre, Busan |                    | JD Gaming       | 1 |                    |                    |  |  |                    |                    |
|  |                   | T1                 | 3               |   |                    |                    |  |  |                    |                    |
|  | LNG Esports       | T1                 | 3               | 0 |                    |                    |  |  |                    |                    |
|  | LNG Esports       |                    |                 | 0 |                    |                    |  |  |                    |                    |
|  | T1                | 3                  |                 |   |                    |                    |  |  |                    |                    |
|  | T1                | 3                  |                 |   |                    |                    |  |  |                    |                    |